# أبراهام كاهان
أبراهام كاهان (7 يوليو 1860 - 31 أغسطس 1951) (بالإنجليزية: Abraham Cahan) محرر صحفي، وروائي، وسياسي يهودي اشتراكي أمريكي مولود في بيلاروسيا. كان كاهان أحد مؤسسي صحيفة ذا فوروارد (باليديشية: פֿאָרווערטס) المكتوبة باللغة اليديشية، وشغل منصب رئيس التحرير فيها لمدة 43 عامًا. وفي خلال تلك المدة أضحى كاهان صوتًا بارزًا في المجتمع اليهودي والحزب الاشتراكي الأمريكي، وأبدى موقفًا معتدلًا داخل نطاق السياسة الأمريكية الاشتراكية.

## مسيرته المهنية
لم يمض شهر منذ هجرة كاهان إلى الولايات المتحدة عام 1882 حتى حضر أول اجتماع اشتراكي أمريكي له، وبعدها بشهر واحد ألقى أول خطبه الاشتراكية باللغة اليديشية. رغم أنه كان يرى أن الحياة في الولايات المتحدة أفضل بكثير من الحياة في روسيا، إلا أنه عبر عن انتقاده لأحوال المعيشة في الولايات المتحدة من وجهة نظر ماركسية.
أتقن كاهان اللغة الإنجليزية بسرعة. وإلى جانب عمله بالكتابة في عدة جهات نشر مختلفة، اشتغل كاهان بتدريس اللغة الإنجليزية للمهاجرين اليهود من الطبقة العاملة. عمل كاهان مدرسًا في رابطة الشباب العبرية، وأدخل خطاباته الشيوعية في دروسه في كثير من الأحيان. انضم كاهان إلى حزب العمل الاشتراكي الأمريكي بصفة رسمية في عام 1887. برز كاهان وسط الاشتراكيين بفضل ثقافته الروسية والإنجليزية ومهاراته الأدبية والصحفية، وصار رمزًا بارزًا في حركة اليسار الراديكالي اليهودي.
اعتقد كاهان أنه لا بد للمهاجرين من دراسة أساليب الحياة المحلية وعادات المجتمع للانصهار في المجتمع الأمريكي. وشجع النساء كذلك على تحصيل العلم والحرص على العمل للارتقاء بمكانتهن في المجتمع.

### ذا جويش ديلي فوروارد
كتب كاهان عدة مقالات عن الاشتراكية فور وصوله إلى الولايات المتحدة، وترجم عدة أعمال أدبية إلى اليديشية ونشرها في جريدة حزب العمل الاشتراكي ذا أربايتر تسايتونغ (باليديشية: אַרבעטער צייטונג، وتعني جريدة العمال).عمل كاهان محررًا في تلك الجريدة من عام 1891 إلى 1895. وبعدها عمل مراسلًا بداوم كامل في جريدة نيويورك غلوب، وتتلمذ على يد المراسل لنكولن ستفنس الذي جهزه لتأسيس جريدة جويش ديلي فوروارد. أسس كاهان صحيفة فوروارد في ذات الوقت الذي شغل فيه عدة وظائف لدى عدة جرائد مختلفة. نشر كاهان أول إصدار من الجريدة في عام 1897.
تأثر كاهان بمذبحة كيشينيف والفظائع التي حلت باليهود حينها، ودفعته إلى تولي زمام أمور الجريدة التي غطت أحداث تلك المذبحة بالكامل، وكرس وقته كاملًا لتحرير الجريدة وإدارتها حتى عام 1946. تقدمت جريدة فوروارد على يد كاهان إلى طليعة الصحف اليديشية بعد أن كانت مجرد صحيفة اشتراكية مغمورة لا يتجاوز عدد قرائها ستة آلاف. أضحت جريدة فوروارد رمزًا للاشتراكية الأمريكية والهجرة اليهودية، واضطلعت بدور أمركة الشعوب اليهودية من خلال توعية القراء بالجوانب الاجتماعية والاقتصادية والثقافية للولايات المتحدة. تلقى كاهان بعض النقد من زملائه الصحفيين اليهود لأن جريدة فوروارد لم تقتصر على المواضيع المتعلقة باليهود فقط، بل كانت تتطرق لمواضيع أخرى كذلك. تحدث كاهان بلهجة معتدلة مقارنةً بزملائه في الحزب الاشتراكي الأمريكي، وكان يحترم معتقدات قرائه الدينية، ودعا إلى صورة معتدلة من الاشتراكية والمنهج الإصلاحي.

### الكتابات الخيالية
برز كاهان بأعماله الأدبية الخيالية باللغة الإنجليزية التي كانت تتناول عملية أمركة المهاجرين من ناحية تاريخية واجتماعية. وبحلول عام 1896 نشر كاهان أول قصة قصيرة له بعنوان «وفاق إلهي»، وبعدها بعام نشر أول رواية له بعنوان ييكي: حكاية الحي اليهودي في نيويورك. وبحلول عام 1901 انتهى كاهان من نشر ست قصص في عدة مجلات مختلفة. تُعد رواية «صعود ديفيد ليفنسكي» أشهر رواية ألفها كاهان، وهي سيرة شبه ذاتية تعكس التجارب التي خاضها كاهان بصفته مهاجرًا يهوديًا، وهي تصف عملية أمركة المهاجر اليهودي وتسلط الضوء على المؤسسات الثقافية اليهودية في نيويورك.

## وصلات خارجية
- أبراهام كاهان على موقع IMDb (الإنجليزية)
- أبراهام كاهان على موقع الموسوعة البريطانية (الإنجليزية)
- أبراهام كاهان على موقع قاعدة بيانات الفيلم (الإنجليزية)
- مؤلفات ابراهام كاهان في مشروع غوتنبرغ
- Biography at myjewishlearning.com
- Biography at jewishvirtuallibrary.org
- Biography at Houghton Mifflin
- Literary Encyclopedia
- Papers of Abraham Cahan.